# بلا (استان پوتنزا)
بلا (به ایتالیایی: Bella) یک کومونه در ایتالیا است، که در استان پوتنزا واقع شده‌است. بلا ۹۹٫۷۱ کیلومتر مربع مساحت و ۵٬۰۴۶ نفر جمعیت دارد.

## خواهرخوانده
شهرهای ویمودرونه، مودنا و Narodychi خواهرخوانده‌های بیلاا هستند.